# 國手賽 (台灣棋院)
台灣國手賽，台灣棋院主辦，台灣現行頭銜棋戰之一。最初為2000年開辦的升段賽，於2003年改制為（舊）亞藝盃，2005年又改制為現行的國手戰。「國手」之意並非現今「代表國家出賽的選手」的意思，而是自古中國將全國最強的圍棋棋士尊稱為「國手」，中國圍棋會來台復辦後，即曾以國手之名舉辦國手賽，中華民國政府也曾贈與吳清源「大國手」的尊稱。

## 賽制
- 上屆亞軍，以及去年獎金排行前7名為種子；單敗淘汰制。最後勝出者獲挑戰權。
- 挑戰賽採五戰三勝制，勝者為本屆「國手」。
- 規則：採比目法，黑先貼6.5目。
- 用時：
  - 每局各用時2小時，最後3分鐘讀秒，60秒3次。
  - 挑戰賽：每局各用時3小時，最後5分鐘讀秒，60秒5次。

## 獎金
- 第一名國手獎金：50萬元。
- 第二名獎金：20萬元。
- 挑戰者決定戰：勝者無對局費，落敗者對局費40,000元。
- 四強之戰：每局每人對局費32,000元。
- 八強之戰：每局每人對局費16,000元。
- 十六強之戰：每局每人對局費8,000元。
- 非十六強之戰：每局每人對局費3,000元。

## 歷屆冠軍
| 屆次         | 年份         | 冠軍         | 比數         | 亞軍         | 勝負表       | 保留                   | 備註             |
| （舊）亞藝盃 | （舊）亞藝盃 | （舊）亞藝盃 | （舊）亞藝盃 | （舊）亞藝盃 | （舊）亞藝盃 | （舊）亞藝盃           | （舊）亞藝盃     |
| ------------ | ------------ | ------------ | ------------ | ------------ | ------------ | ---------------------- | ---------------- |
| 1            | 2003年       | 周俊勳 九段  | 8:7          | 林至涵 四段  |              |                        |                  |
| 2            | 2004年       | 林至涵 五段  | 8:7          | 林聖賢 七段  |              |                        |                  |
| 國手賽       |              |              |              |              |              |                        |                  |
| 1            | 2005年       | 蕭正浩 四段  | 7:6          | 陳詩淵 四段  |              | 林至涵、彭景華         | 陳詩淵加賽獲亞軍 |
| 2            | 2006年       | 陳詩淵 五段  | 3:0          | 蕭正浩 國手  | ○○○          | 林至涵、周俊勳         | 首度採挑戰制     |
| 3            | 2007年       | 陳詩淵 國手  | 3:2          | 蕭正浩 五段  |              | 周俊勳、林至涵         |                  |
| 4            | 2008年       | 林至涵 八段  | 3:1          | 陳詩淵 國手  |              | 蕭正浩、庾炅旻         |                  |
| 5            | 2009年       | 林至涵 國手  | 3:2          | 蕭正浩 六段  | ●●○○○        | 陳詩淵、庾炅旻         | 林至涵二連霸     |
| 6            | 2010年       | 林至涵 國手  | 3:2          | 林書陽 六段  | ●○●○○        | 蕭正浩、陳詩淵         | 林至涵三連霸     |
| 7            | 2011年       | 林至涵 國手  | 3:0          | 蕭正浩 七段  | ○○○          | 林書陽、陳詩淵、黑嘉嘉 | 林至涵四連霸     |
| 8            | 2012年       | 陳詩淵 九段  | 3:1          | 林至涵 國手  | ○●○○         | 王元均、蕭正浩、周俊勳 |                  |
| 9            | 2013年       | 蕭正浩 八段  | 3:1          | 陳詩淵 國手  | ●○○○         | 王元均、周俊勳、林立祥 |                  |
| 10           | 2014年       | 蕭正浩 國手  | 3:0          | 王元均 七段  | ○○○          | 林立祥、周俊勳、陳詩淵 |                  |
| 11           | 2015年       | 陳詩淵 九段  | 3:2          | 蕭正浩 國手  | ○○●●○        | 林立祥、楊博崴、王元均 |                  |
| 12           | 2016年       | 陳詩淵 國手  | 3:0          | 蕭正浩 九段  | ○○○          |                        | 陳詩淵二連霸     |
| 13           | 2017年       | 陳詩淵 國手  | 3:2          | 林君諺 七段  | ○●●○○        | 陳詩淵三連霸           |                  |
| 14           | 2018年       | 王元均 九段  | 3:0          | 陳詩淵 國手  | ○○○          |                        |                  |
| 15           | 2019年       | 許皓鋐 十段  | 3:0          | 王元均 國手  | ○○○          |                        |                  |
| 16           | 2020年       | 許皓鋐 國手  | 3:1          | 陳祈睿 六段  | ●○○○         | 許皓鋐二連霸           |                  |
| 17           | 2021年       | 許皓鋐 國手  | 3:0          | 林立祥 八段  | ○○○          | 許皓鋐三連霸           |                  |
| 18           | 2022年       | 許皓鋐 國手  | 3:0          | 陳祈睿 七段  | ○○○          | 許皓鋐四連霸           |                  |
| 19           | 2023年       | 許皓鋐 國手  | 3:1          | 盧奕銓 六段  | ○○●○         | 許皓鋐五連霸           |                  |

- 註1：庾炅旻六段於2010年前往澳洲發展，放棄保留的循環圈席位。
- 註2：2017年第十三屆國手賽將改採單敗淘汰制，故第十二屆起循環圈無保留名額。

## 沿革

### 升段賽時期
- 2000年 台灣棋院成立，升段賽開辦

### 亞藝杯時期
- 2003年 第一屆亞藝盃
  - 台灣棋院廢除升段賽制，實施新升段辦法，原升段賽改制為第一屆亞藝杯
  - 亞藝影音、台灣棋院文化基金會主辦
  - 本賽：採十人循環賽制,由當時最高段位五人（周奎宏六段棄權，陳永安五段替補）免選加上五名預選出線者組成．循環圈保留五人，淘汰五人。
  - 冠軍獎金：15萬元；亞軍獎金：8萬元。
  - 2003年10月25日結束。

- 2004年 第二屆亞藝盃
  - 首屆冠軍周俊勳棄權，預選人數增加為六人．
  - 2004年4月11日開賽，2004年7月25日結束。
  - 2005年亞藝盃改制為第一屆國手戰

### 國手賽時期
- 2005年 第一屆國手賽
  - 亞藝杯改制為第一屆國手戰
  - 本賽：採九人循環賽制由第二屆亞藝杯保留五人及預選出線四人組成。
  - 預賽：採雙敗淘汰，勝部取二人，敗部取二人。
  - 第一名為國手，第2-4名循環圈保留,淘汰五人。
  - 淘汰者隔年需從頭由預選賽打起。
  - 冠軍獎金：20萬元；亞軍獎金：8萬元。
  - 循環圈：對局費1萬元，勝局6千元。
  - 預賽：4千元。
  - 2005年5月19日開賽，2005年11月15日結束。

- 2006年 第二屆國手賽
  - 正式實施挑戰賽制，決賽採五番棋挑戰賽制。
  - 本賽：採八人（保留三人，淘汰五人）循環賽，勝出者取得向國手挑戰資格。
  - 預賽：採雙敗淘汰，勝部取二人，敗部取三人。
  - 冠軍獎金增至25萬元。
  - 2006年3月25日開賽，2006年9月24日結束。
  - 連續二屆本賽出賽：蕭正浩、陳詩淵、林至涵、彭景華、黃祥任

- 2007年 第三屆國手賽
  - 預賽2007年4月11日開賽，8月30日結束
  - 本賽2007年6月14日開賽
  - 連續三屆本賽出賽：蕭正浩、陳詩淵、林至涵

- 2008年 第四屆國手賽
  - 預選採二階段：初賽取16人晉級複賽，對局費4千元，複賽16人取五人晉級循環圈，對局費5千元
  - 循環圈對局費1萬元，勝局獎5千元，加賽無勝局獎
  - 國手冠軍獎金30萬元，亞軍15萬元
  - 連續四屆本賽出賽：蕭正浩、陳詩淵、林至涵
  - 上屆保留周俊勳因簽約事件遭主辦者片面禁賽，本屆本賽為七人循環賽

- 2009年 第五屆國手賽
  - 蕭正浩六段在循環圈取得六連勝後，提前獲得挑戰權（最後戰績為六勝一敗）
  - 林至涵國手演出台灣職業圍棋史上首度五番棋大逆轉（二連敗後三連勝），締造二連霸

- 2010年 第六屆國手賽
  - 因簽約事件落幕，周俊勳睽違兩年重返循環圈
  - 上屆循環圈保留的庾炅旻五段，因赴澳洲發展棄權，因此原有預賽只取五人晉級，改取六人
  - 林至涵國手再次下滿五番棋，擊退林書陽六段締造三連霸

- 2017年 第十三屆國手賽
  - 改採單敗淘汰制
- 2021年 第十七屆國手賽
  - 挑戰賽改至5-7月舉行。

## 外部連結
- Board19 | 圍棋 News（页面存档备份，存于）
- 台灣棋院（页面存档备份，存于）